# تئوتوکوس

موزائیکی به نام «تئوتوکوس، والدهٔ خدا بر تخت سلطنت».

تئوتوکوس (به یونانی: Θεοτόκος)، لقب اصلی و مهم‌ترین عنوان ستایشی برای مریم، مادر عیسی است که به‌ویژه در مسیحیت شرقی به گستردگی از آن استفاده می‌شود. ترجمه‌های این عنوان، «والدهٔ خدا»، «مادر خدا»، «حامل خدا» یا «زایندهٔ خدا» هستند.
مسیحیان کاتولیک‌ و مسیحیان ارتدکس‌ برای مریم جایگاهی والا قائلند و او را با عنوان "مادر خدا" می‌خوانند. توضیح اینکه عبارت "مادر خدا" به معنای مادر بُعد انسانی عیسی مسیح، نه به این معنا که ذات خدایی و الهی دارای مادر است. به باور مسیحیان خدای یگانه/کلمه/کلمۀ خدا در عیسی‌مسیح جسم انسان پوشیده و خود را متجلی ساخته، در عین حال خدا در تمام و در ورای عالم به عنوان پدرآسمانی وجود دارد، و همچنین خدا به عنوان روح‌القدس در وجود انسان‌های درست‌کار و حقیقت‌طلب به عنوان معبد خدا حضور دارد (آموزۀ تثلیث). 